# 창촌초등학교 (전남)
창촌초등학교는 대한민국 전라남도 순천시 주암면 창촌리에 있는 초등학교다.

## 학교 연혁
- 1941년 5월 10일 주암창촌공립국민학교 개교
- 1950년 9월 10일 창촌국민학교로 개칭
- 1981년 3월 10일 병설유치원 개원
- 1985년 3월 1일 특수학급 1학급 개설
- 1996년 3월 1일 창촌초등학교 개칭
- 2019년 9월 1일 제28대 김형조 교장 취임
- 2020년 2월 13일 제75회 3명 졸업(총 7,049명)

## 참고 자료
- 창촌초등학교 - 한국교육학술정보원 학교알리미